# Grof You od Caoa
Grof You od Caoa (kineski 曹幽伯, Cáo Yōu Bó) bio je kineski plemić koji je vladao državom Cao.
On je bio sin grofa Xiaoa of Caoa te brat grofa Yija of Caoa i grofa Daija of Caoa. Živio je tijekom dinastije Zhou. U njegovo je doba vladao kralj Xuan od Zhoua.
You je rođen kao Jī Jiāng, a ubio ga je brat Dai 826. prije Krista.